# Imunoglobulin E
Imunoglobulin E neboli IgE je typ protilátek (imunoglobulinů), který se vyskytuje pouze u savců. Je produkován plazmatickými buňkami a následně se váže na povrch basofilů, mastocytů, eosinofilů. Hraje hlavní roli při vzniku alergií a je rovněž nedílnou součástí imunitní odpovědi vůči infekci parazitů.

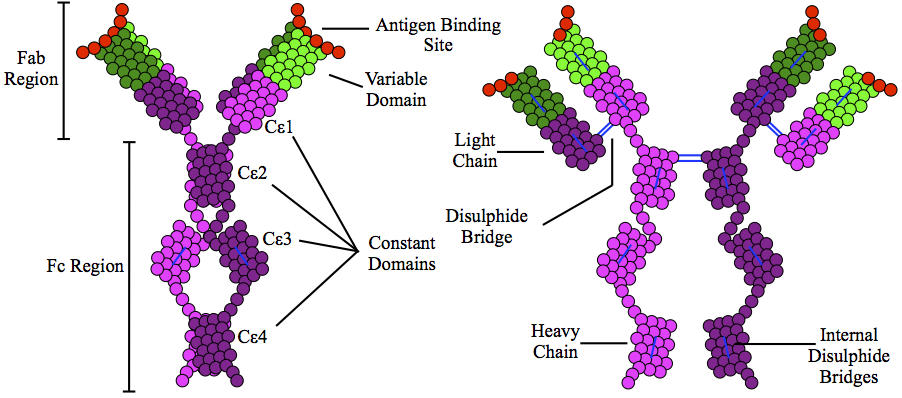
Struktura IgE protilátky

IgE je nejméně zastoupený izotyp protilátky v plazmě, jeho normální koncentrace v séru u zdravých jedinců se pohybuje kolem 100 ng/ml, na rozdíl od IgG, který je v séru přítomen v koncentracích 5–10 mg/ml.

## Struktura
IgE je monomerní glykoprotein s molekulovou hmotností 190 kDa. Molekula imunoglobulinu E se skládá ze dvou těžkých řetězců, z nichž každý obsahuje jednu variabilní a čtyři konstantní Cε (Cε1-4) domény, a dvou lehkých řetězců složených z variabilní a konstantní domény. Molekula IgE postrádá pantovou oblast a je silněji glykosylována než jiné protilátky.

## Syntéza
Izotypový přesmyk na IgE je indukován dvěma samostatnými signály, z nichž oba mohou poskytovat Th2-lymfocyty. Prvním z těchto signálů jsou cytokiny IL-4 a IL-13, které se vážou na své receptory na povrchu B-lymfocytu. Ty přenášejí svůj signál aktivací tyrosinkináz rodiny Janus (JAK), což nakonec vede k fosforylaci a translokaci do jádra transkripčního faktoru STAT6. Druhý signál pro izotypový přesmyk na IgE je kostimulační interakce mezi CD40L na povrchu T-buněk a CD40 na povrchu B-buněk. Produkce IgE protilátek  může být inhibována Th1-lymfocyty, které produkují IFN-γ.
Na molekulární úrovni existují dvě cesty k přesmyku IgE protilátek z IgM. B buňky mohou přecházet z IgM na IgE buď přímou rekombinaci, anebo sekvenční, což je dvoustupňový proces pozorovaný jak u myší tak i u lidí, kdy nejdřív dochází k přesmyku z IgM na IgG, a později z IgG na IgE. Předpokládá se, že tato sekvenční cesta izotypového přesmyku je nezbytná pro produkci vysoce afinitních protilátek, kde variabilní oblasti IgE protilátky zdědí somatické mutace a vysokou afinitu vůči antigenu z IgG mezifáze, zatímco přímý izotypový přesmyk na IgE je spojen s produkcí protilátek s nízkou afinitou, které jsou mnohem méně mutované.
Přítomnost alergen-specifických IgE protilátek byla prokázána v nosním sekretu u pacientů s alergickou rýmou, kteří při tom měli negativní kožní prick test anebo nízké hladiny-specifických IgE v séru. Proto se předpokládá, že produkce IgE protilátek může probíhat lokálně v nosní sliznici u pacientů s alergickou rýmou, a taky v bronchiální sliznici u neatopických astmatických jedinců.

## Receptory
IgE funguje prostřednictvím svých Fc receptorů nacházející se na povrchu žírných buněk, bazofilů a řady dalších buněčných typů. Existují dva typy Fcε receptorů
- FcεRI (Fcε receptor typ I), vysokoafinitní IgE receptor
- FcεRII (Fcε receptor typ II), také známý jako CD23, nízkoafinitní IgE receptor

Vysokoafinitní IgE receptor FcεRI je exprimován ve 2 izoformách: tetramerní receptor, který je přítomen ve velkém množství na membráně žírných buněk a bazofilů, a trimerní recceptor, který je exprimován eozinofily, bazofily, DC Langerhansovými buňkami a krevními destičkami. FcεRI váže monomerní IgE protilátky s velmi vysokou afinitou. U zdravých jedinců je tedy podstatná část celkového IgE vázána tyto vysoce afinitní receptory na žírných buňkách a bazofilech. Takto navázaný IgE může zůstat v tkáních týdny až měsíce.
FcεRII (receptor Fcε typu II), neboli CD23, je konstitutivně exprimován na povrchu B buněk, kde slouží jako negativní regulátor syntézy IgE. Jeho exprese může byt taky stimulována IL-4 na površích T buněk, makrofágů, eozinofilů a krevních destiček.

Proces degranulace: 1 - antigen; 2 - IgE protlátka; 3 - FcεRI receptor; 4 - předem uložené mediátory; 5 - cytoplazmatické granule; 6 - žírné buňky; 7 - nově syntetizované mediátory

## Reakce přecitlivělosti I. typu
Imunoglobulin E se významně podílí na rozvoji alergických reakcí (přecitlivělost časného typu).
Při prvním setkání s alergenem aktivované Th2-lymfocyty produkují IL-4 a IL-13, čímž stimulují B-lymfocyty k diferenciaci na plazmatické buňky, které jsou zodpovědné za produkci IgE. V důsledku toho se vytváří velké množství protilátek, které se vážou na FcεRI receptory na žírných buňkách. Při opakované expozici stejnému antigenu u alergických pacientů dochází k jeho rozpoznání pomocí antigen-specifického IgE na povrchu žírných buněk, což indukuje agregaci sousedních FcεRI receptorů. Tento signál aktivuje žírnou buňku a vede k její degranulaci, tj. vyloučení do tkání řady zánětlivých mediátorů uložených v cytoplazmatických granulích, k syntéze a uvolnění lipidových mediátorů (prostaglandiny, leukotrieny), cytokinů a chemokinů. Degranulací se taky uvolňuje uložený histamin, který způsobuje lokální zvýšení vaskulární permeability, což rychle vede k akumulaci tekutin a krevních proteinů v okolní tkáni. Tím se spouští lokální zánětlivá reakce a rozvíjejí se akutní příznaky alergie: bronchokonstrikce, zvýšená sekrece hlenu, průjem, vyrážka, v extrémních případech i anafylaktický šok.

## Obrana proti parazitům
Kromě alergických reakcí zvýšené hladiny IgE jsou pozorovány i u několika typů parazitárních infekcí. IgE reaguje na mnoho parazitických helmintů, jako je například Schistosoma mansoni, Trichinella spiralis, Fasciola hepatica, a taky může být důležitý během imunitní obrany proti některým parazitickým prvokům, jako je Plasmodium falciparum.
Ochranné mechanismy proti hlístovým parazitům jsou multifaktoriální a jsou spojeny s Th2 imunitní odpovědí. Pro tento typ imunitní reakce je charakteristická produkce IL-4, IL-5 a IL-13 cytokinů, které indukují mnohočetné efektorové dráhy, včetně produkce IgE protilátek. Jak už bylo popsáno u reakci přecitlivělosti I. typu, aktivace žírných buněk přes FcεRI vede k uvolnění histaminu a jiných látek, které mohou vyvolat zvýšenou produkci hlenu, kašel, kýchání, zvracení nebo průjmy. Tento obranný mechanismus může usnadnit vypuzení dospělých parazitů z těla.
Imunoglobulin E taky může indukovat na protilátkách závislou buněčnou cytotoxickou odpověď. způsobuje sekreci toxinů, které mohou zničit parazitické helminty. IgE, který se naváže na cílový parazitní antigen, prostřednictvím své Fc části aktivuje efektorové buňky a způsobuje sekreci látek, které jsou toxické pro parasita.